# Jake McGee
Jacob Daniel McGee (ur. 6 sierpnia 1988) – amerykański baseballista, który występował na pozycji miotacza (relief pitchera).

## Minor League Baseball
Po ukończeniu szkoły średniej, w czerwcu 2004 został wybrany w piątej rundzie draftu przez Tampa Bay Devil Rays. Zawodową karierę rozpoczął w Princeton Devil Rays (poziom Rookie), następnie w 2005 grał w Hudson Valley Renegades (Class A-Short Season). Sezon 2007 rozpoczął w Vero Beach Devil Rays (Class A-Advanced), a zakończył w Montgomery Biscuits (Double-A), w którym występował również w 2008. W sezonie następnym grał w GCL Rays (Rookie) oraz w Charlotte Stone Crabs (Class A-Advanced).
Sezon 2010 rozpoczął od występów w Double-A, w Montgomery Biscuits, a 6 sierpnia otrzymał promocję do Durham Bulls z Triple-A, w którym rozegrał 11 spotkań.

## Major League Baseball
14 września 2010 otrzymał powołanie do 40-osobowego składu Tampa Bay Rays i tego samego dnia zadebiutował w Major League Baseball w meczu przeciwko New York Yankees, w którym rozegrał ⅓ zmiany, zaliczając pierwszy strikeout w MLB na odbijającym Dereku Jeterze. 11 lipca w meczu z Minnesota Twins zaliczył pierwszy save w MLB. 
W sezonie 2014 pełnił funkcję closera zespołu, notując bilans W-L 5–2 przy wskaźniku ERA 1,89 i zaliczając 19 save'ów. 28 stycznia 2016 w ramach wymiany zawodników przeszedł do Colorado Rockies.